# اکمه
اکمه (به انگلیسی: Acme) یک ویرایشگر متن و یک پوسته گرافیکی برای سیستم‌عامل پلان ۹ از آزمایشگاه‌های بل است که توسط راب پایک طراحی و پیاده‌سازی شده‌است. این برنامه می‌تواند از زبان دستوری سام استفاده کند. در طراحی این برنامه از اوبرون الهام گرفته شده‌است. تفاوت اکمه با دیگر محیط‌های ویرایشی در این است که اکمه به عنوان یک سرویس‌دهنده ۹پی عمل می‌کند. اکمه را می‌توان به عنوان یک خبر خوان یا نامه‌خوان یا به عنوان رابط کاربری ویکی‌اف‌اس استفاده کرد. پورتی از این برنامه به صورت پیشفرض در سیستم‌عامل اینفرنو وجود دارد. اینفرنو می‌تواند به عنوان یک برنامه کاربردی در داخل دیگر سیستم‌عامل‌ها اجرا شود، بنابراین پورتی که برای اینفرنو موجود است را می‌توان بر روی اکثر سیستم‌عامل‌ها از جمله مایکروسافت ویندوز و گنو/لینوکس اجرا کرد. همچنین در بسته نرم‌افزاری فضای کاربری پلان ۹ هم پورتی از اکمه وجود دارد که می‌توان آن را بر روی اکثر سیستم‌عامل‌های شبه یونیکس اجرا کرد. این بسته در حال حاضر بر روی طیف وسیعی از سیستم‌عامل‌ها نظیر لینوکس، اواس ده، فری‌بی‌اس‌دی، اوپن‌بی‌اس‌دی، نت‌بی‌اس‌دی، سولاریس و سان‌اواس آزمایش شده‌است. نام «اکمه» پیشنهاد پن ژیلت بوده‌است. یک جمعه شب که پایک برای دیدن Movie Night به میدان تایمز می‌رود، پن ژیلت را در آنجا ملاقات می‌کند و از او می‌خواهد که نامی را برای یک ویرایشگر متن که «همه کار» انجام می‌دهد پیشنهاد کند. پن هم در جواب نام اکمه را پیشنهاد می‌دهد 

## کاربران مشهور اکمه
- دنیس ریچی
- راس کوکس
- کارل اوت
- راب پایک (نویسنده اصلی)